# Panzer III
Panzer III var en tysk kampvogn, der blev anvendt under den anden verdenskrig. Den var primært designet til at bekæmpe andre kampvogne, og skulle fungere i et samarbejde med infanteristøttekampvognen Panzer IV. Der blev produceret 5774 Panzer III fra 1939 til 1943.[kilde mangler]

## Historie
Den 11. januar 1934 fremlagde den tyske hærs våbenafdeling en plan for en middeltung kampvogn, med maksimalvægt på 24 ton og en tophastighed på 35 km/t. Det var meningen at modellen skulle være den primære kampvogn i de tyske panserdivisioner, og den skulle samtidig være i stand til selvstændigt at tage kampen op mod fjendens panserstyrker. Specifikationerne var udarbejdet af Heinz Guderian.
Panzer III-kampvognen udmærkede sig ikke specielt hvad angik pansring, bevæbning eller mobilitet. Konceptet bag designet havde dog en vis indflydelse, igennem det at den havde et tårn med plads til tre mand (skytte, lader og vognkommandør), hvilket gjorde det muligt at vognkommandøren bedre kunne koncentrere sig om at skabe sig et overblik over omgivelserne. Andre kampvogne fra perioden var på papiret bedre, men havde samtidig forskellige mangler hvad angik den praktiske indretning og opgave fordelingen blandt besætningen.
Daimler-Benz, Krupp, MAN og Rheinmetall fremstillede alle forskellige prototyper. Daimler-Benzmodellen blev valgt som den man ville producere. Den første Panzer IIIA forlod samlebåndet i maj 1937, og i løbet af året blev ti eksemplarer fremstillet. Den egentlige masseproduktion startede i 1939 med model III F.
Mellem 1937 og 1940 forsøgte man at standardisere delene fra Krupps Panzer IV og Daimler-Benz' Panzer III.
Da Panzer III-modellen for alvor begyndte at blive anvendt i kamp, blev det klart at den 50 mm-kanon som den var bevæbnet med, ikke var i stand til at trænge gennem panseret på den sovjetiske T-34-kampvogn, som tyskerne mødte i 1941. Da det ikke var muligt at opgradere Panzer III med en lang 75 mm højhastighedskanon, som de senere modeller af Panzer IV, var Panzer III i princippet allerede forældet. Men tyskerne kunne ikke undvære Panzer III, så den blev ved med at blive produceret frem til primo 1943, hvor de sidste modeller (Panzer III J, L & M) rullede ud af fabrikkerne. Herefter blev kun specialudgaver af Panzer III produceret fx Panzerbeobachtungswagen III (artilleriobservatør), Flammpanzer III (flammekaster).
Panzer III, der kom retur fra fronten og skulle repareres, blev primo 1943 forsøgt opgraderet med en kort 75 mm KwK 37 kanon (Panzer III N), den samme kanon som sad i de tidlige Panzer IV-modeller, i et forsøg på at udvide Panzer III's levetid ved fronten. 75 mm KwK 37 kanon var effektiv mod bløde mål (infanteri, kanoner og transportenheder). Problemet var bare, at det som tyskerne havde brug for, var en kampvogn der kunne begge dele, altså både bekæmpe fjendtlige kampvogne og bløde mål. Levetiden for Panzer III kunne således ikke længere opretholdes, og Panzer IV blev standardkampvognen for tyskerne indtil til produktionen af Panther kunne følge med. Panzer III N blev i starten bl.a brugt som støttekampvogn til de første Tiger I-bataljoner, som blev oprettet i januar – februar 1943, men organisationen var ikke tilfredsstillende. Så Panzer III N blev fjernet fra Tiger I-bataljonerne. Panzer III kæmpede videre ved fronten, men tab og manglen på reservedele, gjorde at den var et sjældent syn i 1944.
Panzer III-kampvognen blev anvendt af den tyske hær i Polen, Frankrig, Sovjetunionen og Nordafrika. Enkelte eksemplarer blev stadig anvendt så sent som i 1944 i Normandiet og Arnhem. I 1945 var ca. 50 en del af Pz Div. Norge som blev oprettet som værn mod de engelske commandoraids.
En langt række Pz III med og uden tårn blev efter overgivelsen i Norge overdraget det norske forsvar som gravede dem ned som varige kanonstillinger til især nærsikring af fjordindløb i militært interessante områder og til forsvar af lufthavne. Disse er for nylig bjærget og et omfattende restaureringsarbejde er gået i gang, især fordi tre af dem er blevet identificeret som havde tilhørt division Gross Deutschland og alle tre har været med i slaget om Kursk. Det er de eneste overlevende tyske kampvogne i verden som har været med i slaget om Kusk.

## Teknik
Panzer III-kampvognen havde en besætning på 5 personer; vognkommandøren, skytten og laderen sad i tårnet, køreren og en maskingeværskytte/radiooperatør sad forrest i chassiset.
Panzer III-udgaverne A til C havde 15 mm panser omkring sig, med 10 mm i bunden og på dækket. Man vurderede dog hurtigt at pansringen var utilstrækkelig, og man opgraderede derfor til 30 mm i udgaverne D til G, mens H-udgaven havde et ekstra lag 30 mm panser foran og bag på chassiset. J havde én 50 mm plade foran og bagpå, mens L, M og N havde et ekstra 20 mm lag panser foran.
Den ualmindeligt kraftige pansring bag på Panzer III-kampvognen betød at den kunne forsvare sig effektivt både i forbindelse med angreb og retræte. Mange andre kampvognsmodeller måtte være langt mere forsigtige med, ikke at eksponere den almindeligvis tyndere hækpansring for meget.
Panzer III-modellen var primært designet til at skulle bekæmpe andre kampvogne. Da den mest udbredte tyske panserværnskanon i 1935 var en 37 mm KWK36 L/45, blev de tidlige versioner (A til F) derfor udstyret med denne type kanon som primær bevæbning. Tårnet var fra starten konstrueret til en 50 mm kanon og trods Hitlers personlige pres kunne industrien ikke levere hurtigt nok. De første katastrofale erfaringer skabte tilslutning til omprioriteringer, så det var muligt at udstyre senere versioner (G til M) med tungere 50 mm KwK37 L/42 og KwK39 L/60 kanoner. Men ingen af løsningerne matchede T-34.
"N"-versionen havde en 75 mm KwK37 L/24, samme type kanon, som dem der blev brugt på tidlige modeller af Panzer IV. Den kunne nødtørftigt løfte opgaven. Våbenkapløbet var da kørt fra Panzer III da tårnringen satte grænsen for en større kanon i tårnet. Ausf. N var alene tiltænkt rollen som nærsikring for Tiger I kampvognen men rollen kunne ikke opfyldes og måtte tages op af andre Tiger I eller helt undlades.
Et bred udsnit af Ausf M og N blev sendt til Norge og blev der til overgivelsen.
En enkelt Ausf N blev brugt til minerydning i Nordjylland efter krigen hvor eneste ændring var at den blev malet knaldgul. Denne forefindes nu på lukket depot på Tøjhusmuseet
Herefter skiftede produktionen til tårnløse udgaver med lang 75 mm antitank kanon eller 105 mm haubits.
Alle versioner frem til F-modellen havde to 7,92 mm maskingeværer monteret koaksialt med hovedskytset, og et ekstra 7,92 mm maskingevær monteret i chassiset. Senere modeller var kun udstyret med et koaksialt maskingeværer.
Udgaverne A til C havde en 230 hk 12-cylindret Maybach HL 108 TR-motor, hvilket gav kampvognen en tophastighed på 32 km/t og en rækkevidde på 150 km. Alle senere modeller blev drevet af en Maybach 320 hk, 12-cylindret HL 120 TRM-motor. Tophastigheden varierede mellem de forskellige modeller, alt afhængigt af gearkassen, pansringen og bevæbningen, men den lå almindeligvis på omkring 40 km/t. Rækkevidden var typisk omkring 150 km.
Brændstoffet der blev anvendt af Panzer III-kampvognen var, som det var tilfældet med alle tyske kampvogne fra denne periode; benzin.

## Versioner
- Panzer III Ausf A,B,C,D – førproduktionsmodeller 1937-1938. 75 produceret.
- Panzer III Ausf E,F – Produktionsmodeller 1939-1940. Bevæbnet med 37 mm (senere 50 mm) kanoner. 531 produceret.
- Panzer III Ausf E(Tp) – Tp=Tropisch, særlig udgave til Afrikakorpset.
- Panzer III Ausf G – Tyndere pansring om kanonløbet. Bevæbnet med 50mm L/42 kanon. 600 produceret i 1940-1941.
- Panzer III Ausf H – Mindre modifikationer. Ekstra pansring foran (30 mm + 30 mm plader). 308 produceret 1940-1941.
- Panzer III Ausf J – Skroget blev forlænget, frontpansring 50 mm enkelt plade. 482 produceret i 1941
- Panzer III Ausf J/1 – længere 50 mm L/60 kanon. 1.067 produceret ultimo 1941 til medio 1942.
- Panzer III Ausf L – Pansringen øget til 50 mm + 20 mm plade. 653 produceret i 1942.
- Panzer III Ausf M – Mindre modifikationer, 250 produceret 1942-1943.
- Panzer III Ausf N – Bevæbnet med en 75 mm L/24 kanon. 700 ombygget fra J/L/M-modeller i 1942-1943.

## Andre køretøjer baseret på Panzer III-modellens chassis
- Tauchpanzer III – Amfibieversion til brug under den planlagte Operation Søløve; landgangsoperation i England.
- Panzerbefehlswagen III – Kommandovogn. Tungere pansring, attrapkanon og omfattende radioudstyr.
- Artillerie-Panzerbeobachtungswagen III – Måludpegningsvogn for artilleriet. 262 produceret.
- Flammpanzer III Ausf M – Flammekaster. 100 konverteret fra Panzer IIIM.
- Bergepanzer III – I 1944 blev de fleste Panzer III konverteret til bjærgningsvogne.
- Sturmgeschütz III – Stormkanon med 75 mm StuG.

Den sovjetiske Su-76i selvkørende kanon, var baseret på erobrede tyske Panzer III- og StuG III-kampvogne. Næsten 120 af disse kampvogne blev konverteret ved at man fjernede tårnet, og placerede en ZiS-5 76,2 mm kanon i en overbygning.